# Francesca Pattaro
Francesca Pattaro, née le 12 mars 1995 à Este dans la province de Padoue, est une coureuse cycliste italienne, membre de l'équipe Bepink.

## Biographie
Active sur route et sur piste, Francesca Pattaro fait partie de l'équipe d'Italie de poursuite par équipes. Elle a remporté avec elle le championnat d'Europe en 2016 et participé aux Jeux olympiques la même année.

## Palmarès

### Jeux olympiques
- Rio 2016
  - 6e de la poursuite par équipes

### Championnats du monde
- Londres 2016
  - 6e de la poursuite par équipes
- Hong Kong 2017
  - 4e de la poursuite par équipes[1]
  - 15e de la poursuite individuelle[2]

### Coupe du monde
- 2016-2017 
  - 2e de la poursuite par équipes à Glasgow
  - 2e de la poursuite par équipes à Cali
- 2017-2018
  - 1re de la poursuite par équipes à Pruszków (avec Tatiana Guderzo, Elisa Balsamo et Silvia Valsecchi)
  - 2e de la poursuite par équipes à Manchester
  - 2e de la poursuite par équipes à Santiago

### Championnats d'Europe
| Édition / Épreuve              | Poursuite individuelle | Poursuite par équipes                                                        |
| Anadia 2013 (juniors)          |                        | Or (avec Arianna Fidanza, Michela Maltese, Maria Vittoria Sperotto)          |
| Anadia 2014 (espoirs)          |                        | Bronze                                                                       |
| Montichiari 2016 (espoirs)     |                        | Argent                                                                       |
| Baie-Mahault 2014              |                        | Bronze                                                                       |
| Saint-Quentin-en-Yvelines 2016 |                        | Or (avec Elisa Balsamo, Tatiana Guderzo, Simona Frapporti, Silvia Valsecchi) |
| Anadia 2017 (espoirs)          | Bronze                 | Or (avec Elisa Balsamo, Martina Alzini, Marta Cavalli)                       |

## Palmarès sur route

### Par année
- 2013
  - 2e du championnat d'Italie du contre-la-montre juniors
- 2017
  - 1re étape de la Semana Ciclista Valenciana (contre-la-montre par équipes)
- 2018
  - 2e du Trophée Antonietto Rancilio

### Classements mondiaux
| Année                                 | 2017 | 2018 | 2019 |
| ------------------------------------- | ---- | ---- | ---- |
| Classement UCI                        | 621e | 629e | 994e |
| UCI World Tour                        | nc   | 200e | nc   |
|                                       |      |      |      |
| Légende : nc = non classéSource : UCI |      |      |      |